# Tossarisaari
Tossarisaari är en halvö i Finland. Den ligger i sjön Porttipahdan tekojärvi och i kommunen Sodankylä i den ekonomiska regionen Norra Lappland och landskapet Lappland, i den norra delen av landet, 900 km norr om huvudstaden Helsingfors.